# Fontaine du Trullo
La fontaine du Trullo, actuellement située piazza Nicosia, est l'une des plus anciennes fontaines de la Renaissance à Rome.

## Histoire et description
Immédiatement après la restauration de l'aqueduc dell'Aqua Virgo, achevé en 1570, des travaux ont été entrepris pour une ramification souterraine secondaire. Il s'agissait d'atteindre la zone de l'ancien campus Martius, zones parmi les plus peuplées de Rome, et, par conséquent, un certain nombre de fontaines ont été construites. La première a été commandée par le pape Grégoire XIII, en 1572, à Giacomo Della Porta, piazza del Popolo, à l'occasion de l'élargissement et de l'aménagement urbain de la place elle-même.
La fontaine était composée de deux bassins de diamètre différent, à partir desquelles l'eau tombait dans une vasque inférieure, de forme octogonale reposant sur une base de trois gradins, également de forme octogonale. 
Elle devait être placée au centre de la place, mais la construction n'était pas satisfaisante, car l'ensemble de la structure s'est avérée trop petite et insignifiante pour la grandeur de l'emplacement.

## Emplacements
En 1589, le pape Sixte V a placé au centre de la piazza del Popolo l'obélisque, et quelques années plus tard, la fontaine a été déplacée dans un endroit plus décentré, au début de la via del Corso.
Entre 1818 et 1823, Giuseppe Valadier a donné son aspect final (et actuel) à la piazza del Popolo, et retiré la fontaine. En 1849, celle ci était située sur le Gianicolo, en face de l'église de San Pietro in Montorio, où, cependant, elle est restée seulement une vingtaine d'années avant d'être à nouveau retirée, démontée et placée dans un entrepôt municipal.
Quand, en 1940, il a été décidé de réutiliser la fontaine, il a fallu reconstruire les deux bassins, la partie supérieure (sur la base d'une estampe détaillée du XVIIè siècle), qui, dans l'intervalle, avait été perdue. En 1950, la nouvelle fontaine a été remontée et installée place de Nicosie, où elle se trouve toujours.